# Gare de Gagny
Ne doit pas être confondu avec Gare du Chénay-Gagny.
La  gare de Gagny est une gare ferroviaire française de la ligne de Paris-Est à Strasbourg-Ville, située sur les territoires des communes de Gagny et de Villemomble, dans le département de la Seine-Saint-Denis en région Île-de-France.
Elle est mise en service en 1849 par la Compagnie du chemin de fer de Paris à Strasbourg.
C'est une gare de la Société nationale des chemins de fer français (SNCF), desservie par les trains de la ligne E du RER.

## Situation ferroviaire

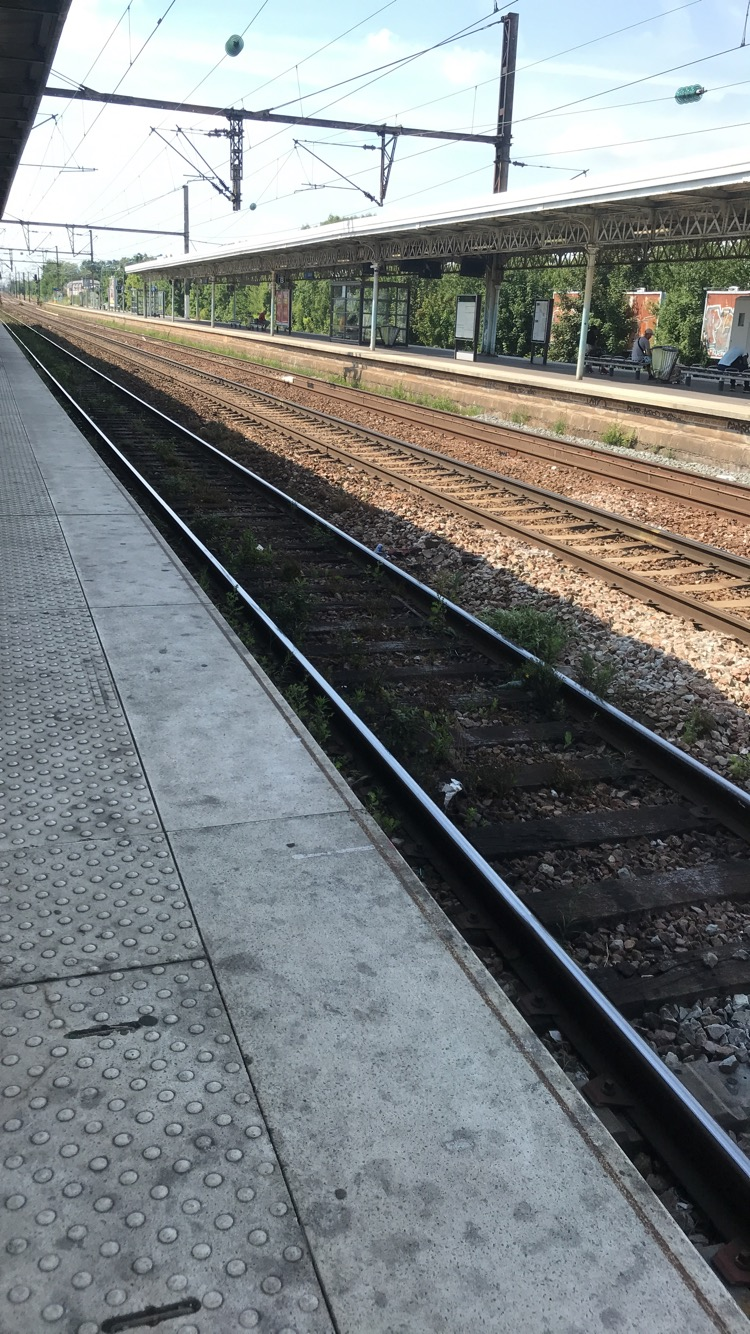
Voies et quais de la gare.

Établie à 60 mètres d'altitude, la gare de Gagny est située au point kilométrique (PK) 14,055 de la ligne de Paris-Est à Strasbourg-Ville (ligne de Noisy-le-Sec à Strasbourg-Ville), entre les gares du Raincy - Villemomble - Montfermeil et du Chénay-Gagny.

## Histoire
La gare de Gagny est mise en service le 5 juillet 1849 par la Compagnie du chemin de fer de Paris à Strasbourg, lorsqu'elle ouvre à l'exploitation la section de Paris à Meaux. C'est l'ingénieur Sermet qui a dirigé les travaux de cette section. Le bâtiment est une construction provisoire comme dans les autres stations. Elle est encadrée par les gares de Noisy-le-Sec et de Chelles.
Un bâtiment définitif est édifié peu après, il s'agit d'un bâtiment voyageurs de type 7 identique aux premiers bâtiments des gares de Noisy-le-Sec et de Chelles - Gournay ainsi qu'à de nombreuses gares construites par la Compagnie de l'Est dans les années 1850, dont celle d'Esbly qui existe toujours.

Anciennes illustrations
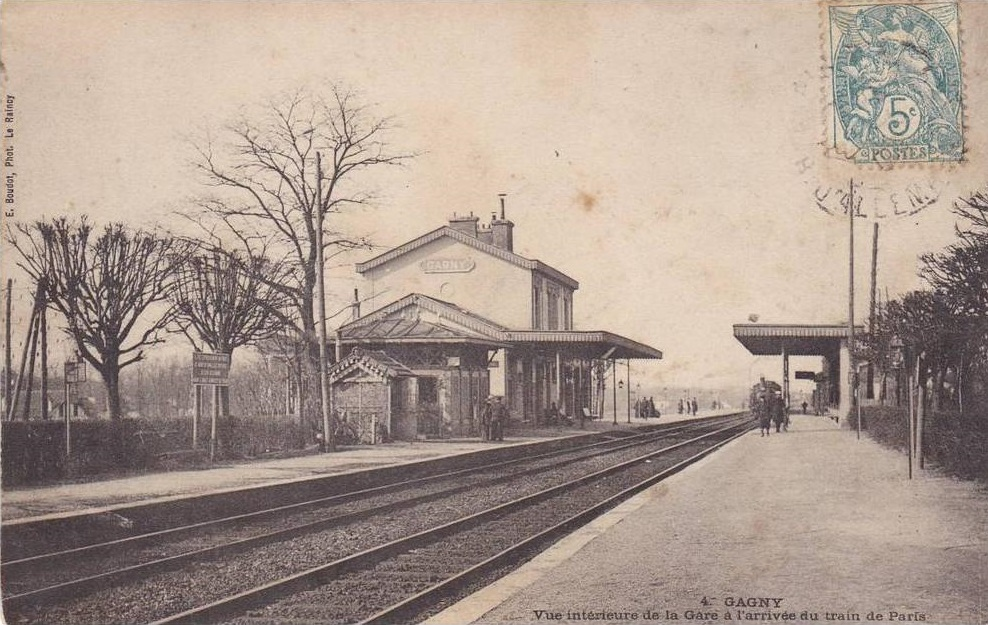
La gare vers 1900.
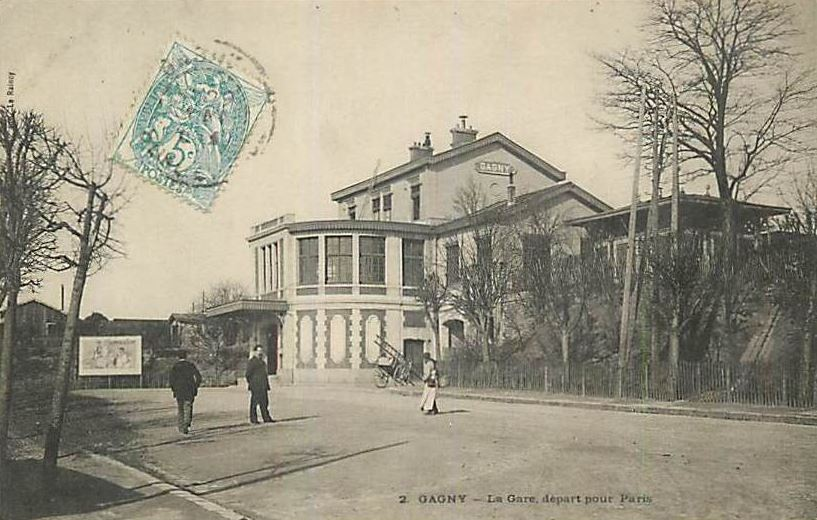
La gare vers 1910.

Comme à Chelles - Gournay, la gare étant sur un remblai, ce bâtiment dispose, côté cour, d'un niveau inférieur supplémentaire qui comporte une rotonde vitrée et un escalier menant à la rue en contrebas.
Au début du XXe siècle, ce premier bâtiment fut démoli et remplacé par celui qui existe encore aujourd'hui.
Cette nouvelle gare à quatre voies contre deux pour l'ancienne est une adaptation, plus petite et employant moins de décorations en pierre, de la gare du Raincy - Villemomble - Montfermeil avec des arcades sous les voies et un bâtiment latéral utilisé par le chef de gare. La façade mélange la pierre et l'enduit avec des arcs surbaissés en brique de deux couleurs.
Elle est desservie par les trains de la ligne E du RER d'Île-de-France.

## Fréquentation
De 2015 à 2022, selon les estimations de la SNCF, la fréquentation annuelle de la gare s'élève aux nombres indiqués dans le tableau ci-dessous.
| Année     | 2015      | 2016      | 2017      | 2018      | 2019      | 2020      | 2021      | 2022      |
| --------- | --------- | --------- | --------- | --------- | --------- | --------- | --------- | --------- |
| Voyageurs | 5 145 520 | 5 196 181 | 5 225 983 | 5 155 124 | 5 094 411 | 2 469 447 | 3 268 203 | 5 305 596 |

## Service des voyageurs

### Accueil
Gare SNCF Transilien, elle dispose d'un bâtiment voyageurs avec guichet, ouvert tous les jours, et automates pour l'achat de titres de transport Transilien et grandes lignes. Elle est équipée d'un système d'information sur le trafic en temps réel. Des aménagements et équipements sont à la disposition des personnes à la mobilité réduite. On y trouve également une cabine automatique de photographie, un distributeur de boissons, un magasin de fruits et une boutique de presse.
La gare comporte deux accès :
- l'accès no 1 « Gagny - Place de Verdun » ;
- l'accès no 2 « Villemomble - Avenue Jean Jaurès ».

Accès à la gare
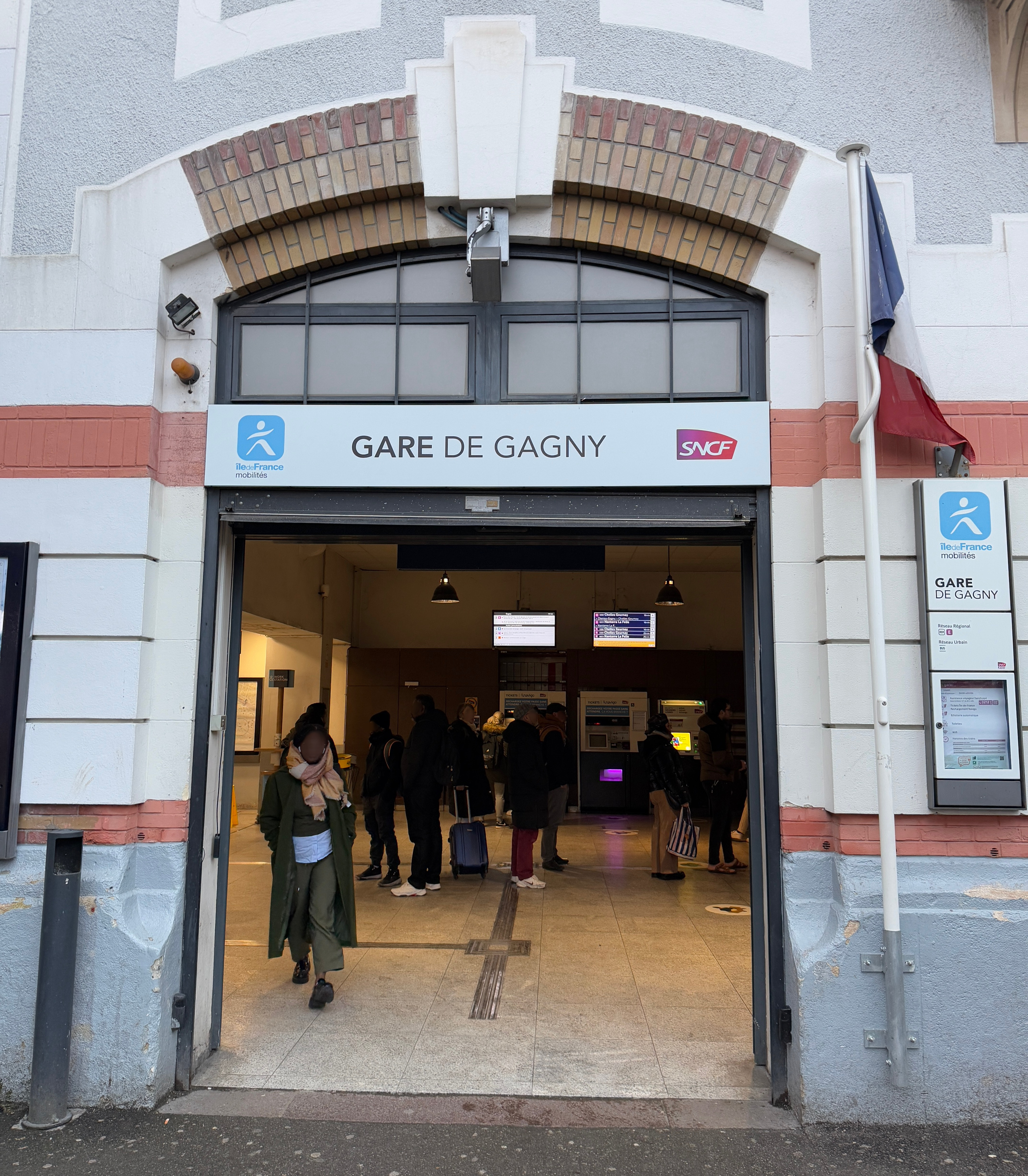
L'accès no 1 « Gagny - Place de Verdun ».
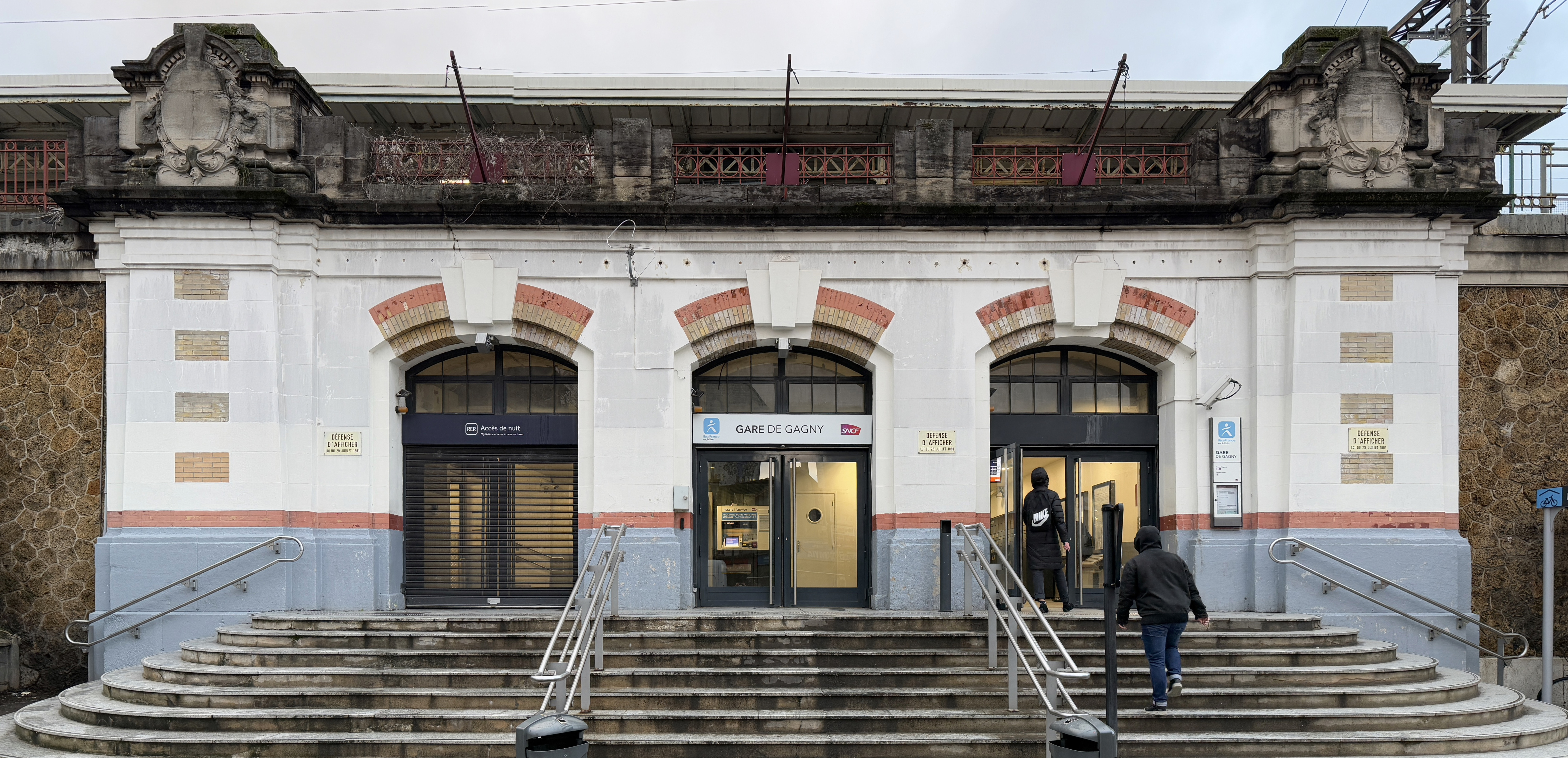
L'accès no 2 « Villemomble - Avenue Jean Jaurès ».
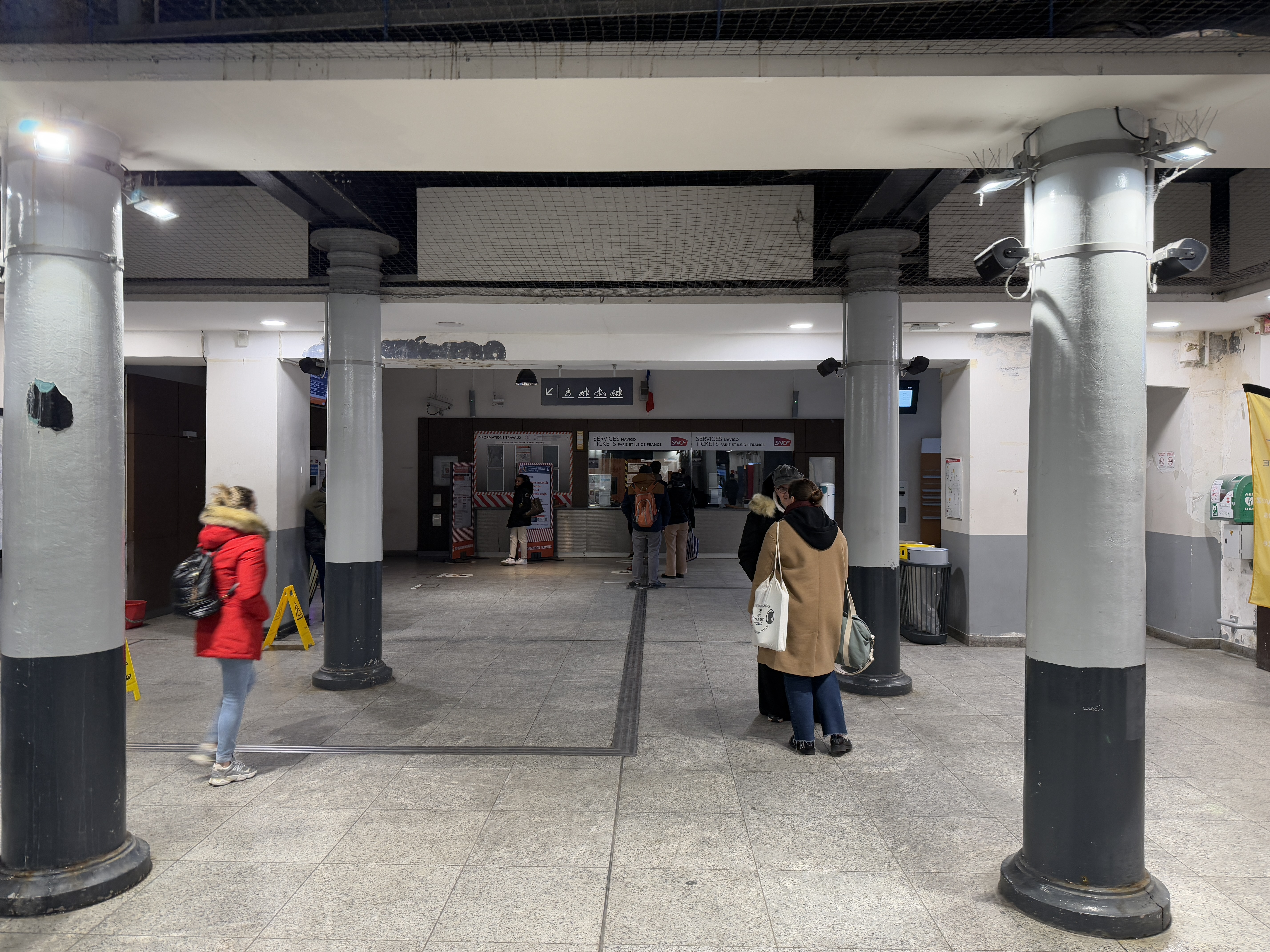
Intérieur de la gare avec le guichet au fond.

### Desserte
Gagny est desservie par les trains de la ligne E du RER parcourant la branche E2 entre les gares d'Haussmann - Saint-Lazare et Chelles - Gournay, à raison de quatre à huit trains par heure dans chaque sens.

### Intermodalité
Un parc pour les vélos et un parking (50 à 100 places payantes) pour les véhicules y sont aménagés.
Elle est desservie par les lignes 121, 221 et 303 du réseau de bus RATP, par les lignes 604 et 623 du réseau de bus Marne et Brie et par la ligne N23 du Noctilien.

### Infrastructure
Gagny est partie intégrante du site ferroviaire de Vaires, sous la coupe du poste VP5 qui commande, entre autres, la bifurcation vers la LGV Est européenne. Les voies de service, anciennement affectées au fret puis à la maintenance, sont régénérées en vue de servir de base d'essai du système CBTC du type NExTEO devant équiper le RER E. Elles serviront par la suite de garage de ses rames vers le tiroir de retournement, Gagny devenant, à l'avenir, un terminus intermédiaire de la branche Chelles.

Installations en gare
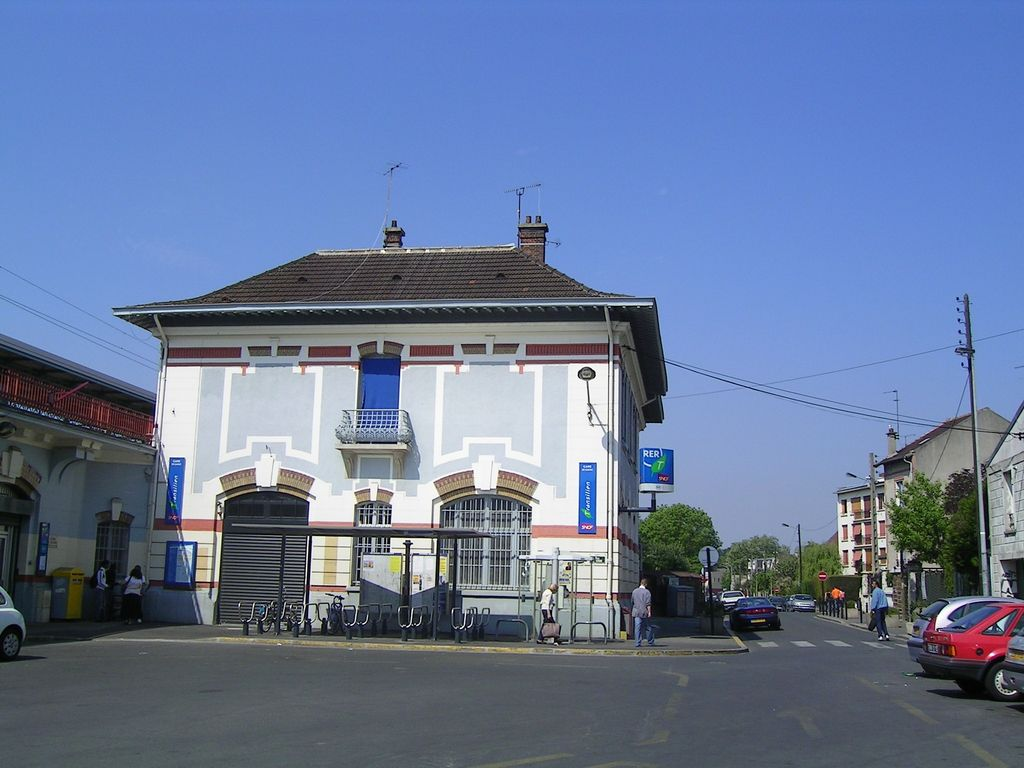
Entrée côté Gagny.
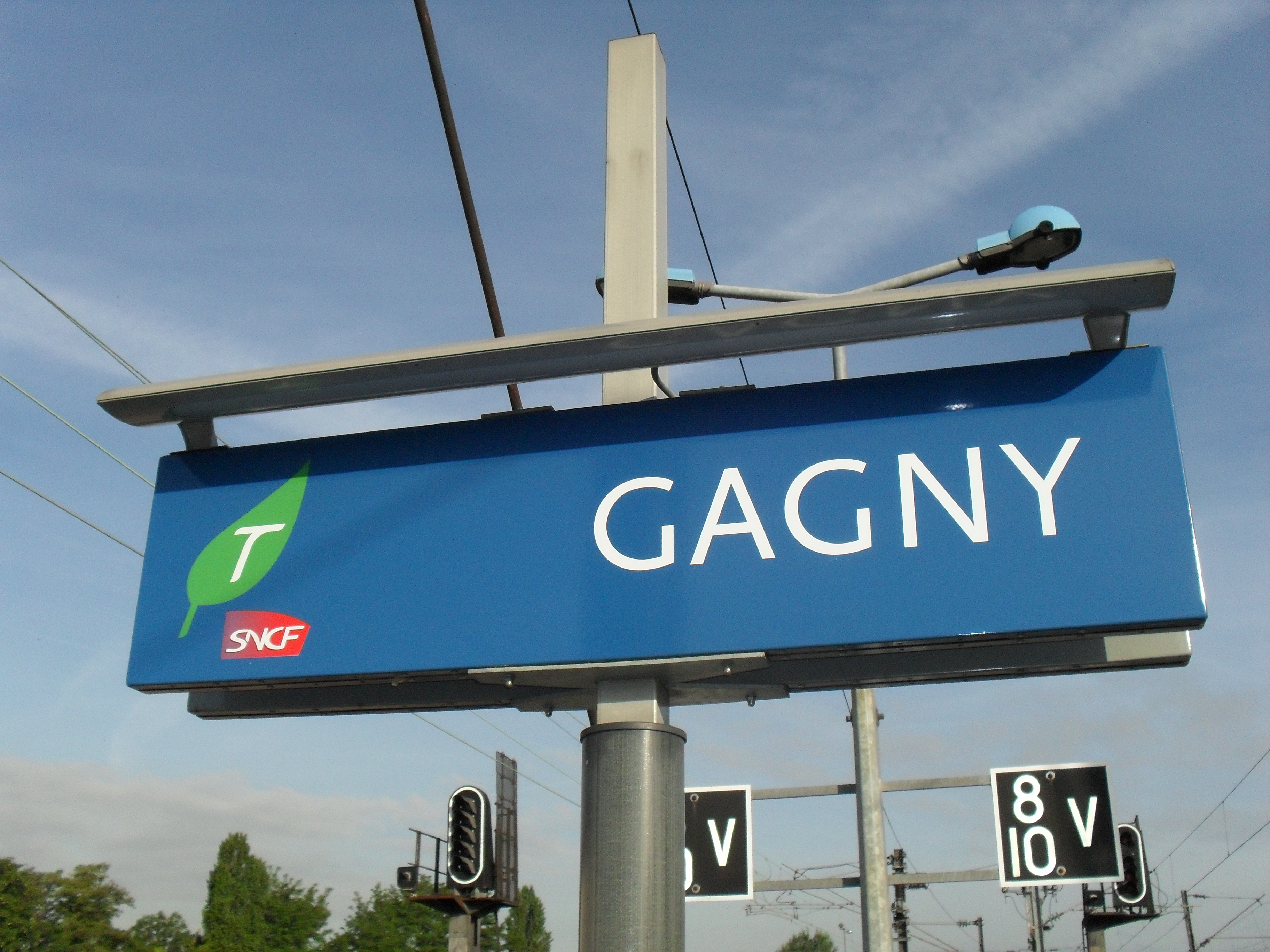
Panneau de quai.
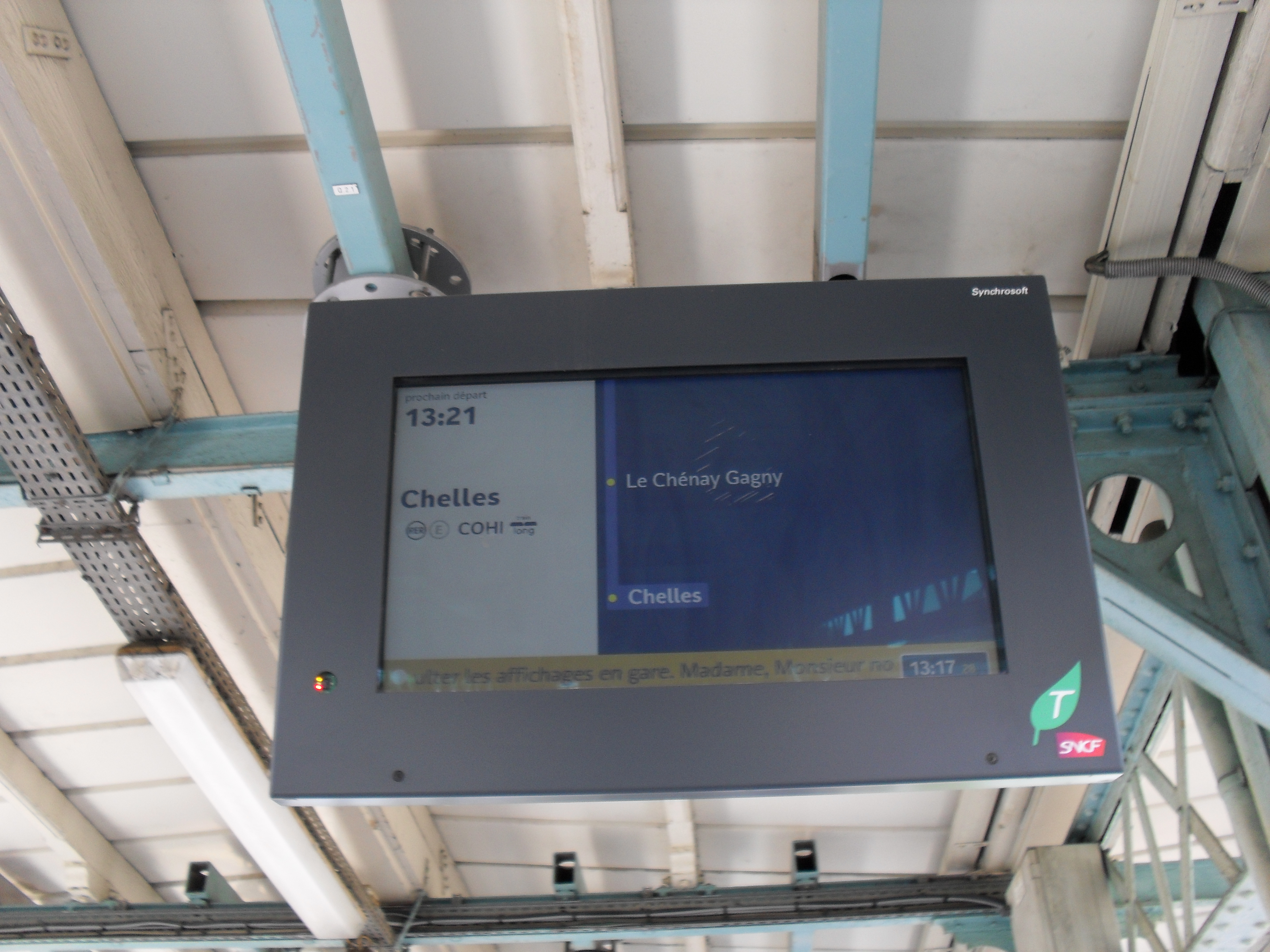
Écran d'affichage d'un prochain train.
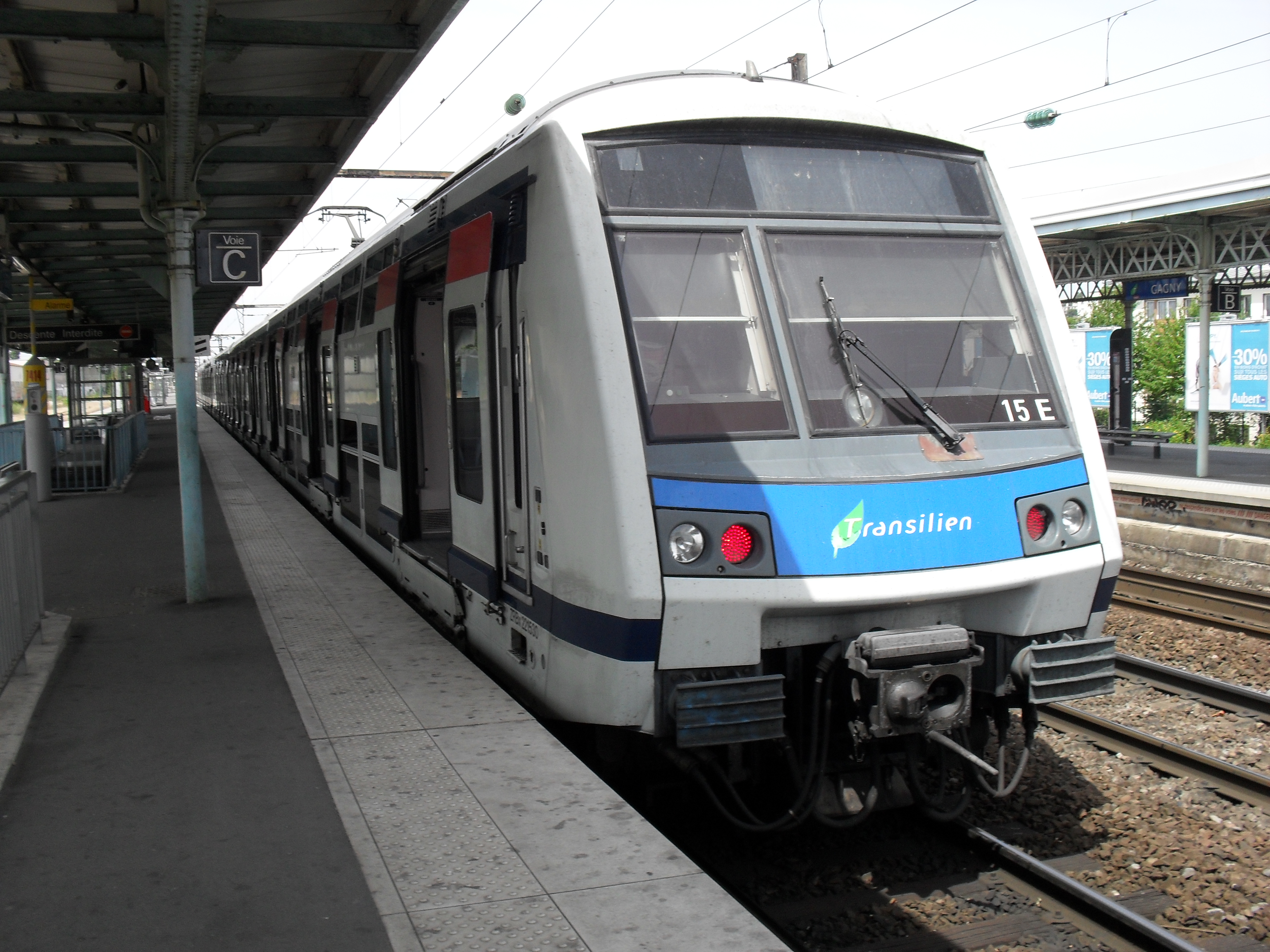
Rame Z 22500.
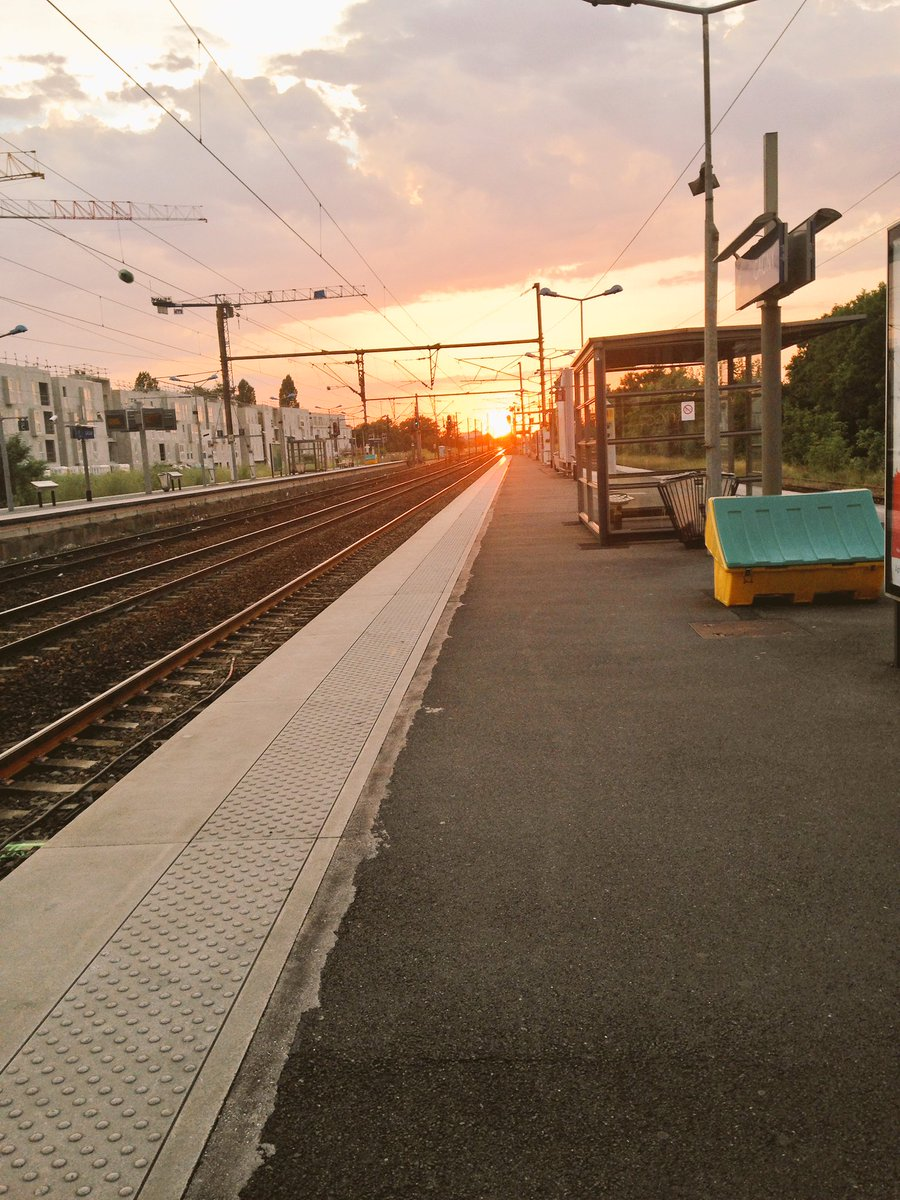
Quai.